# Suspension Picavet

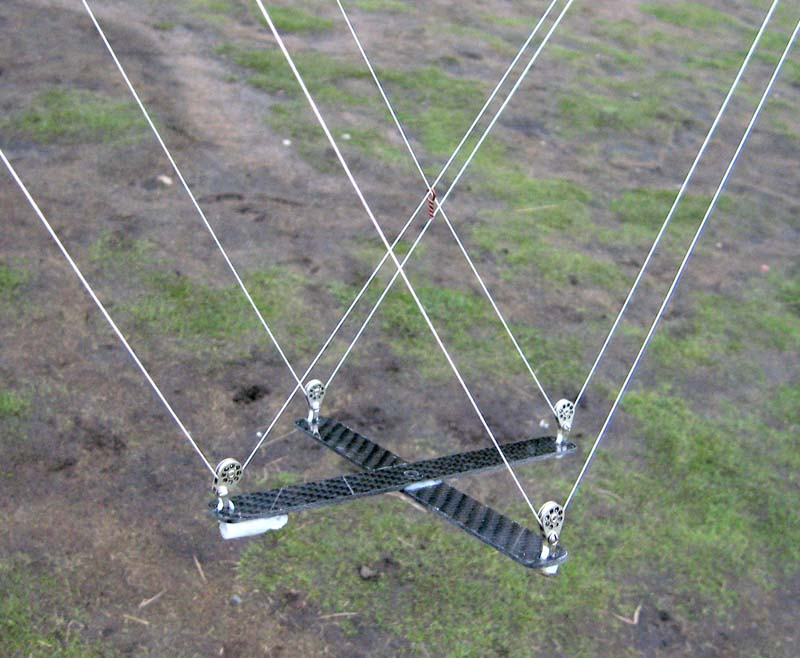
Exemple de picavet

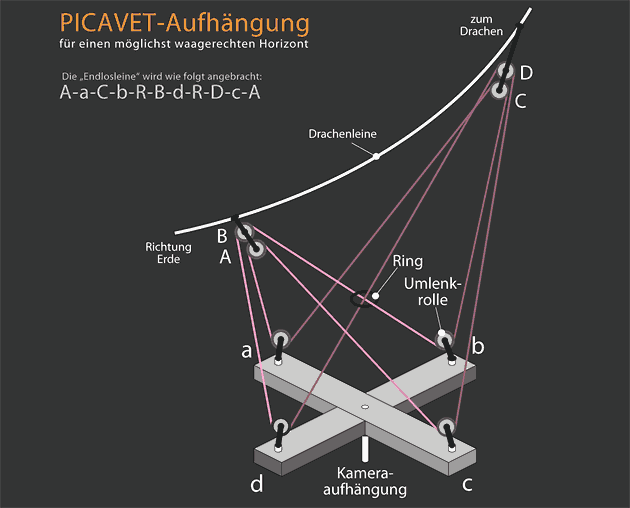
Schéma de principe

Un picavet (appelé aussi "stabilisation Picavet" ou "croix de Picavet") est un assemblage auto-stabilisé supportant un appareil photo pouvant être suspendu à un ballon ou à un cerf-volant. Ce système est une alternative à la suspension pendulaire, et présente l'intérêt d'amortir davantage les oscillations.
À ce titre, il est couramment utilisé en photo cervolisme,
.
Ce système porte le nom de son inventeur Pierre Picavet, qui l'a fait connaître en 1912 par un article intitulé « Photographie Aérienne : Suspension Pendulaire Elliptique » dans la revue Le Cerf-volant
.